# Episodi di Oz (quinta stagione)
La quinta stagione della serie televisiva Oz, composta da otto episodi, è stata trasmessa sul canale statunitense HBO dal 6 gennaio al 24 febbraio 2002.
In Italia, la stagione è stata pubblicata interamente sulle piattaforme Sky Box Sets e Now TV l'8 novembre 2017.
| nº | Titolo originale     | Titolo italiano            | Prima TV USA     | Pubblicazione Italia |
| -- | -------------------- | -------------------------- | ---------------- | -------------------- |
| 1  | Visitation           | Bugie e omicidi            | 6 gennaio 2002   | 8 novembre 2017      |
| 2  | Laws of Gravity      | Leggi di gravità           | 13 gennaio 2002  | 8 novembre 2017      |
| 3  | Dream A Little Dream | Nuovi equilibri            | 20 gennaio 2002  | 8 novembre 2017      |
| 4  | Next Stop, Valhalla  | Prossima fermata, Valhalla | 27 gennaio 2002  | 8 novembre 2017      |
| 5  | Wheel of Fortune     | Niente per caso            | 3 febbraio 2002  | 8 novembre 2017      |
| 6  | Variety              | L'ultima scena             | 10 febbraio 2002 | 8 novembre 2017      |
| 7  | Good Intentions      | La via per l'Inferno       | 17 febbraio 2002 | 8 novembre 2017      |
| 8  | Impotence            | La mossa giusta            | 24 febbraio 2002 | 8 novembre 2017      |

## Bugie e omicidi
- Titolo originale: Visitation
- Diretto da: Alex Zakrzewski
- Scritto da: Tom Fontana

### Trama
Oz riapre dopo l'esplosione, rinnovata nell'aspetto. Ryan scopre che Arif lo sta accusando per l'omicidio di Keenan e cerca di depistare le indagini facendo cadere le accuse su Henry Stanton facendo testimoniare il falso a un certo Martin Montgomery. Beecher, Said e Schillinger decidono, su consiglio di sorella Peter Marie, di partecipare insieme alle sessioni di dialogo e di sospendere, almeno momentaneamente, i conflitti. Un bus pieno di parenti e amici dei detenuti, ha un grave incidente nel tragitto verso la prigione, tra le vittime vi sono la madre di Augustus, la sorella di Morales, la moglie di Arif e Carrie Schillinger, moglie del già defunto Hank.

## Leggi di gravità
- Titolo originale: Laws of Gravity
- Diretto da: Rob Morrow
- Scritto da: Tom Fontana e Sean Whitesell

### Trama
Rebadow scopre che il nipote soffre di una grave forma di leucemia e che trovare un donatore di midollo osseo è più difficile del previsto, inizia così a studiare sui libri forme alternative di cure ricavabili dalle piante. Intanto,  Alvarez si fa pugnalare volontariamente da Guerra, per cercare di farsi perdonare l'aggressione quasi mortale da parte sua, tempo addietro. Suzanne Fitzgerald, madre di Ryan, ritorna ad OZ come insegnante di musica. Montgomery, insoddisfatto della ricompensa in cibo, minaccia O'Reily di rivelare il depistaggio che Ryan sta escogitando; l'irlandese decide che è il momento di toglierlo di mezzo: rivelando a Stanton che è stato Montgomery ad incastrarlo. Questi attacca Montgomery, ferendolo al collo quasi mortalmente. Devlin mette al servizio della prigione una delle sue assistenti, Elanor O'Connell, che si occuperà delle eventuali denunce sulle violazioni dei diritti dei carcerati. La donna si rivela essere l'ex moglie di McManus. McManus intanto affida a Said un compito: cercare di redimere il sempre più indisciplinato Omar White. L'assassino di Hank Schillinger, un certo Gaetano Cincetta, decide di parlare, rivelando la responsabilità come mandante di Pancamo. Gli ariani organizzano quindi una spedizione punitiva in massa, pugnalando Pancamo. Timmy Kirk ha preso il posto di Cloutier (sopravvissuto all'esplosione in cucina, ma orribilmente sfigurato e immobilizzato su un lettino in infermeria), come capo dei protestanti. La presenza del reverendo sembra però palesarsi sotto forma di spirito a un terrorizzato Jaz Hoyt mentre è in isolamento per aver ucciso il detenuto centauro Jim Burns perché a quest'ultimo, Cloutier, sempre sotto forma di spirito, gli era apparso nel suo acquario durante la notte, e gli era stato ordinato di uccidere Timmy Kirk e Jayz Hoyt, in quanto responsabili dell'incidente.

## Nuovi equilibri
- Titolo originale: Dream A Little Dream
- Diretto da: Adam Bernstein
- Scritto da: Tom Fontana e Sean Whitesell

### Trama
Brass, ormai zoppo, fa ritorno al Paradiso, dopo aver prestato servizio ai cancelli del penitenziario a causa delle sue condizioni fisiche , e cerca di scoprire il responsabile che gli ha tagliato i tendini d'achille, ponendo fine alla sua futura carriera in NBA. Anche Jia Kenmin si riprende totalmente dal coma in cui lo aveva fatto cadere Cyril, ma non si mostra rancoroso verso i due fratelli, almeno apparentemente. Redding decide di stringere un patto con Morales per quanto riguarda il traffico di droga, estromettendo di fatto i siciliani nel nuovo accordo; Pancamo è ancora in infermeria per le ferite infertogli dagli ariani. A cercare vendetta stavolta vi è di nuovo Peter Schibetta, che è uscito dal reparto psichiatrico dove era finito in seguito allo stupro di Adebisi dopo ben 4 anni. Schibetta però ha ormai perso il rispetto dei suoi compagni ed è costretto ad affrontare gli ariani da solo, venendo picchiato e di nuovo brutalmente stuprato da Schillinger. Visti gli sviluppi dell'indagine sulla morte di Hank Schillinger, Keller viene scagionato da ogni accusa e torna a OZ, ad attenderlo però vi è una sorpresa spiacevole: l'FBI sta indagando su di lui per gli omicidi a sfondo omosessuale commessi anni prima, e il pericolo concreto per Keller è quello della sedia elettrica. Hoyt continua ad avere apparizioni del reverendo Cloutier, che lo istiga ad agire contro Timmy Kirk. Il biker irrompe in chiesa e pugnala Kirk allo stomaco con un crocifisso, non uccidendolo. Il mistero si infittisce, però, quando in infermeria si scopre che Cloutier sembra essere svanito nel nulla, non lasciando alcuna traccia.

## Prossima fermata, Valhalla
- Titolo originale: Next Stop, Valhalla
- Diretto da: J. Miller Tobin
- Scritto da: Tom Fontana e Sunil Nayar

### Trama
Un corso di addestramento cani è la novità della settimana: Alvarez, Hill e Penders sono tra i volontari ai quali viene assegnato un cane. Schillinger minaccia Peter Schibetta e gli intima di non rivelare chi è stato a stuprarlo. Ryan avverte il pericolo che Jia Kenmin e Chen Li possono costituire per la madre Suzanne e in un diverbio tra i due scatta la rissa nonché l'accoltellamento di Li. Ryan finisce in gabbia e Cyril in isolamento. Il triangolo amoroso tra Beecher, Keller e l'avv. McClain si fa sempre più complesso quando la donna scopre i rapporti omosessuali tra Tobias e Chris. Dave Brass viene nuovamente attaccato da Carlos Martinez, il detenuto che l'aveva ferito alle gambe, e spedito in infermeria, dove prova a palpeggiare la Nathan, ricevendo delle percosse da parte della donna, memore delle violenze carnali subito tempo prima. Hill non può smettere di pensare a sua madre, tragicamente scomparsa nell'incidente al Bus, e per placare il dolore, torna a far uso di droga. Gli ariani decidono di colpire nuovamente i musulmani, tendendo un'imboscata a uno dei membri più giovani, Lalar, che viene torturato da Robson e compagni.

## Niente per caso
- Titolo originale: Wheel of Fortune
- Diretto da: Terry Kinney
- Scritto da: Tom Fontana e Sunil Nayar

### Trama
Said scopre che White fa, segretamente da corriere per la droga di Redding e in preda alla collera attacca Omar, finendo in buca. Pancamo sviluppa una brutta infezione a seguito della ferita da coltello da parte degli ariani. Tra i nuovi detenuti Adam Guenzel scopre la natura sessualmente ambigua di Beecher e insulta pesantemente Tobias per questo. Schillinger vuole Guenzel come suo schiavo e propone a Beecher uno scambio: potrà lavorare allo smistamento posta in custodia protettiva e vedere Keller, ma in cambio, dovrà consegnargli Guenzel. Beecher rifiuta. Keller scopre che ci sono indizi pesanti su uno dei suoi omicidi passati, tra cui un testimone che dice di averlo visto scaricare un corpo. Brass vince 2 milioni di dollari alla lotteria, grazie ai numeri fornitigli da Rebadow, e sparisce dalla circolazione, lasciando il nipote di Bob, senza cure. Hill si ammala gravemente ai reni, Redding è in cerca di chi gli ha fornito la droga . Morales attacca il marito di sua sorella defunta, dopo aver appreso dalle sue parole che la maltrattava. Mentre Hoyt viene trasferito nel braccio della morte per gli omicidi confessato,  Kirk prega Padre Mukada di poter tornare tra i cattolici, ricevendo il no categorico. Ryan O'Reily cerca di organizzare la difesa di Cyril, che stavolta rischia la pena di morte, e organizza una riunione di famiglia per metter su 20.000 dollari, necessari per assumere un avvocato di prestigio. I rapporti tra i due genitori è però logoro e l'uomo se ne va, lasciando il ragazzo al proprio destino.

## L'ultima scena
- Titolo originale: Variety
- Diretto da: Roger Rees
- Scritto da: Tom Fontana e Bradford Winters

### Trama
La novità settimanale è uno show di varietà che vede esibirsi i detenuti, uno fra tutti Omar White. Said torna dall'isolamento e chiede scusa a White. Robson ha un problema con le gengive ed è costretto ad andare dal dentista della prigione, di origini indiane. Alvarez decide di dare il suo cane che ha addestrato ad Eugene Rivera, la guardia che aveva accecato qualche anno prima. Il processo di Cyril inizia in modo poco favorevole per il ragazzo, malvisto da giudice e giuria. Redding è ancora alla ricerca dello spacciatore che ha fatto star male Hill: Poeta in un tentativo di nascondere la verità, forza Busmalis a mentire, incolpando un membro degli italiani (precisamente Salvatore DeSanto), che viene eliminato con una dose letale di LSD mischiata al cibo. Le condizioni di Pancamo peggiorano: l'uomo chiede supporto spirituale a sorella Peter Marie. Le tensioni tra Mukada e Kirk si fanno altissime: il parroco chiede a Hoyt di incolpare come complice Kirk negli omicidi, per farlo trasferire nel braccio della morte. Le prove mancanti però, giocano a favore di Kirk che non solo non può essere incolpato, ma riesce anche a convincere un altro detenuto dell'unità B a fare una telefonata e bruciare la chiesa di Mukada, che resta ferito nell'incidendio. La situazione tra Beecher e Keller frustra l'avvocato McClain, che decide di abbandonare la causa di entrambi. La reazione violenta di Guenzel convince Beecher a fare marcia indietro e accettare il patto di Schillinger: Guenzel viene trasferito nell'Unità B dove viene subito sottomesso da Schillinger e i suoi, mentre Beecher consegna la posta a Keller, solo per scoprire che è stato appena trasferito al Benchley Hospital; a mandarcelo è stata la Howell, in seguito al rifiuto di Keller di avere rapporti sessuali con la donna.

## La via per l'Inferno
- Titolo originale: Good Intentions
- Diretto da: Adam Bernstein
- Scritto da: Tom Fontana e Bradford Winters

### Trama
Hill torna dal Benchley Memorial ma si rifiuta di dire a McManus chi gli ha dato la droga. Cyril viene giudicato colpevole e Ryan decide di non appellarsi e di "lasciar morire" Cyril, nonostante gli sforzi contrari di Gloria, sorella Peter Marie e padre Meehan (un nuovo detenuto che faceva il prete cattolico). Ryan, in cambio del trattamento riservato a Shupe dai Latinos che gli hanno mozzato un braccio, riesce a istigare le guardie nei confronti di Jia Kenmin, inscenando una rissa e mandandolo in isolamento e poi facendolo picchiare a morte dagli AC. Intanto Rivera accetta in dono il cane-guida di Alvarez. McManus riesce a trovare un donatore per il nipote di Rebadow: un certo Farai Gyrobile, che però si rifiuta categoricamente di donare il proprio midollo osseo e picchia Rebadow. Keller torna a Oz con un orecchio permanentemente sordo. Beecher confessa a Said di aver lasciato Adam Guenzel nelle mani di Schillinger in cambio di poter vedere Keller, Said gli risponde che l'unico modo per potersi redimere è costringere se stesso a non vedere più Keller. Intanto lo stupro di Guenzel comincia a diventare un caso troppo spinoso per Schillinger che, per evitare domande scomode, decide di liberarsene spingendolo a evadere senza però dirgli che le recinzioni di OZ sono attraversate da corrente ad alto voltaggio, che causano la morte del ragazzo.

## La mossa giusta
- Titolo originale: Impotence
- Diretto da: Alex Zakrzewski
- Scritto da: Tom Fontana

### Trama
Robson viene estromesso dalla fratellanza ariana per via delle sue gengive provenienti da un uomo di colore. La sua disperazione è tale che prova a tagliarsele via con un coltello improvvisato. Alvarez non regge la pressione dell'udienza per la libertà vigilata, e dopo aver picchiato uno dei membri che lo stava accusando duramente viene rispedito in isolamento per l'ennesima volta. Gloria sente di doversi prendere cura di Pancamo, che nel frattempo è finito in coma. Omar finisce quasi con l'uccidere uno degli ariani (Wolfgang Cutler) che vuole far fuori Said e McManus non può far altro che spedirlo in isolamento. Beecher decide di parlare e rivelare la verità sugli stupri di Winthrop e Guenzel e la morte di quest'ultimo: Schillinger viene accusato per i due stupri e trovato colpevole, finendo così in isolamento a tempo indeterminato. Keller viene condannato per uno dei vecchi omicidi alla pena capitale. Rebadow lascia OZ per la prima volta in 35 anni per poter assistere suo nipote, che morirà di li a poco. Cyril si rende conto che sta per morire e scatena la sua ira contro gli AC. In una conversazione col padre Ryan rivanga un brutto episodio del suo passato che ha a che vedere con la sorellina morta in tenera età. Morales rompe definitivamente con i neri e trova nuovamente alleanza con i siciliani, la prima mossa del nuovo accordo prevede la morte di Redding: Frank Urbano si incarica di far fuori l'uomo, ma quando sta per colpirlo Augustus si mette in mezzo, salvandolo, ma ricevendo la coltellata mortale al posto di Burr.